# Paralabrax albomaculatus
Paralabrax albomaculatus är en fiskart som först beskrevs av Jenyns, 1840.  Paralabrax albomaculatus ingår i släktet Paralabrax och familjen havsabborrfiskar. IUCN kategoriserar arten globalt som starkt hotad. Inga underarter finns listade i Catalogue of Life.